# Kazimieras Liudvikas Valančius
Kazimieras Liudvikas Valančius (* 20. September 1936 in Medsėdžiai, Wolost Plateliai, jetzt Rajongemeinde Plungė; † 18. September 2018 in Vilnius) war ein litauischer Jurist und Wirtschaftsrechtler, der als Dekan und Professor an der Kazimieras-Simonavičius-Universität tätig war.

## Leben
Nach dem Abitur an der Mittelschule absolvierte er 1967 das Diplomstudium der Rechtswissenschaft an der Vilniaus universitetas in der litauischen Hauptstadt Vilnius sowie 1970 die Parteihochschule der KPdSU in Moskau, Russland. 1975 promovierte er zum Thema "Organisation des Kulturmanagements in der Litauischen SSR" (Kultūros valdymo organizavimas Lietuvos TSR) in Belarus. Von 1958 bis 1961 arbeitete  er in der Rajongemeinde Telšiai. Von 1961 bis 1964 war er litauischer Komsomol-Mitarbeiter und danach Mitglied der Lietuvos komunistų partija
Von 1970 bis 1982 lehrte er an der Parteihochschule Vilnius und von 1976 bis 1981 arbeitete bei Lietuvos Aukščiausiasis Teismas Sowjetlitauens. Von 1990 bis 1993 arbeitete als Oberjurist am Ministerium für Bau und Urbanistik der Republik Litauen, 1994–2004 als Rechtsberater der Litauischen Bischofskonferenz.  1990–2008 lehrte er an der Vilniaus Gedimino technikos universitetas, von 2003 bis 2013 als Professor an der Kazimiero Simonavičiaus universitetas (ab 2004 Vilniaus verslo teisės akademija).
Ab 2002 war er Mitglied der Lietuvių katalikų mokslo akademija.

## Werke
- Lietuvos valstybės konstitucijos (1989)
- Individueller und Kooperationsbau // Individuali ir kooperatinė statyba (1994),
- Investitionsrecht // Investicijų teisė (2005),
- Rechtsreglementierung von Business // Verslo teisinis reguliavimas (su kitais, 2007)
- Teisės pagrindai: konstitucionalistinis aspektas (2008)